# Сициньский, Владислав
Владислав Сициньский (1615—1672) — литовский политический деятель XVII века, депутат Варшавского сейма 1652-го года от Упитского повета Трокского воеводства.

## Биография
Предположительно, Владислав Сициньский родился в с. Упи́те (Литва), где занимал должность поветового стольника.
Имя Владислава Сициньского стало известно благодаря Варшавскому ординарному сейму 1652-го года. Как депутат Варшавского сейма, Владислав был выбран на Дрогичинском поветовом сеймике, где основным кандидатом в депутаты от повета считался крупный магнат, князь Богуслав Радзивилл. Выбор же Владислава Сициньского вместо имевшего все шансы набрать большинство голосов князя Богуслава Радзивилла принято связывать с нерасположенностью Дрогичинской католической шляхты поддерживать кандидата-протестанта.
Выступая на Варшавском сейме, 9 марта 1652-го года Владислав Сициньский впервые в истории Речи Посполитой использовал особое шляхетское право — «liberum veto». Однако, в отличие от многих других подобных случаев, произошедших в дальнейшем, Владислав Сициньский не прерывал работу сейма, а только прекратил затянувшиеся долее положенного законом срока (а именно, более шести недель) дебаты. Тем не менее, считается, что именно действия Владислава Сициньского положили начало череде сорванных с помощью «liberum veto» сеймов.
Существует недоказанное мнение, что все участники прерванного сейма впоследствии совместно прокляли Владислава Сициньского. В подтверждение этой гипотезы приводят аргумент, что труп Владислава Сициньского был похоронен только по прошествии двух веков после его смерти; до этого он пребывал в костёле святого Карло Борромео в виде мумии.